# Journée de la souveraineté nationale et des enfants
La Journée de la souveraineté nationale et des enfants (en turc : 23 Nisan Ulusal Egemenlik ve Çocuk Bayramı) est une fête nationale célébrée en Turquie et en Chypre du Nord le 23 avril. Elle commémore la fondation de l'Assemblée nationale d'Ankara, convoquée par Mustafa Kemal Atatürk le 23 avril 1920. 
Célébrée depuis les années 1920, la Journée des enfants a été rendue officielle en 1981 à la suite d'un changement législatif publié dans le Journal officiel du 19 mars 1981, n°17284, consacrant « la journée du 23 avril comme la Journée de la souveraineté nationale et des enfants. En ce jour des festivités sont organisées au niveau des écoles maternelles et primaires ». 
La référence à l'organisation de festivités a été supprimée en 1983, consacrant  « la journée du 23 avril comme la Journée de la souveraineté nationale et des enfants », formule conservée après la dernière modification du 25 octobre 2016 qui a inscrit le 15 juillet (Tentative de coup d'État de 2016 en Turquie) comme journée vaquée.